# موزه مردم‌شناسی کویر
خانه پیرنیا (موزه مردم‌شناسی کویر) در نائین واقع است.
این اثر تاریخی که مربوط به دوران صفوی است در کنار مسجد جامع نائین قرار گرفته‌است.
خانه پیرنیا در تاریخ ۲۹ شهریور ۱۳۵۶ با شمارهٔ ثبت ۹۹۵ به‌عنوان یکی از آثار ملی ایران به ثبت رسیده است.

## نگارخانه

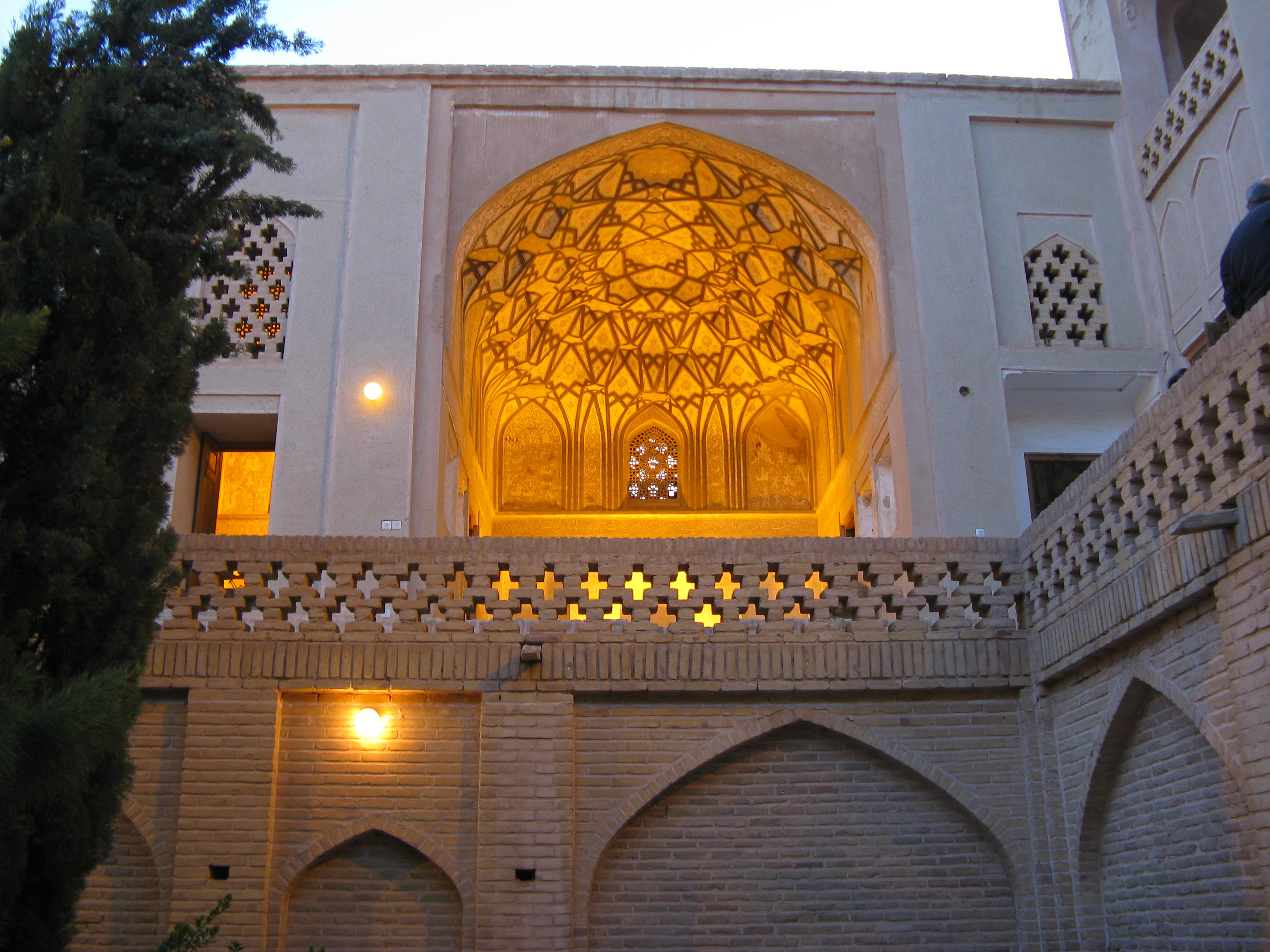
راست